# پی‌اس‌آر جی۰۹۵۲–۰۶۰۷
پی‌اس‌آر جی۰۹۵۲–۰۶۰۷ (انگلیسی: PSR J0952–0607) یک تپ اختر میلی‌ثانیه‌ای بزرگ در یک منظومه دوگانه است که بین ۳٬۲۰۰–۵٬۷۰۰ سال نوری (۹۷۰–۱٬۷۴۰ پارسک) دورتر از زمین در صورت فلکی سدس قرار دارد. این ستاره رکورد پرجرم‌ترین ستاره نوترونی شناخته شده در سال ۲۰۲۲ را با جرمی ۰٫۱۷±۲٫۳۵ برابر جرم خورشید - احتمالاً نزدیک به حد بالای حد تولمن–اوپنهایمر–ولکوف برای ستارگان نوترونی دارد. [۴][۶]. ] تپ اختر با فرکانس ۷۰۷ هرتز (دوره ۱٫۴۱ میلی ثانیه) می‌چرخد و آن را به دومین تپ اختر با سرعت چرخش شناخته شده و سریع‌ترین تپ اختر شناخته شده در کهکشان راه شیری تبدیل می‌کند.
پی‌اس‌آر جی۰۹۵۲–۰۶۰۷ توسط تلسکوپ رادیویی آرایه فرکانس پایین (LOFAR) در طی جستجوی تپ‌اخترها در سال ۲۰۱۶ کشف شد. این تپ‌اختر به‌عنوان تپ‌اختر بیوه سیاه طبقه‌بندی می‌شود، نوعی تپ‌اختر است که میزبان یک جرم همراه زیرستاره‌ای است که به دور نزدیکی از آن در حال چرخش است که توسط بادهای شدید خورشیدی پرانرژی تپ‌اختر و انتشار پرتو گاما در حال از بین رفتن است.[۴][۹] انتشارات پرانرژی تپ‌اختر در طول موج‌های پرتوهای گاما و ایکس شناسایی شده است.